# Dílar
 Dílar  est commune située dans la partie méridionale de la comarque Plaine de Grenade (en espagnol Vega de Granada) de la province de Grenade en Andalousie en Espagne.

## Géographie

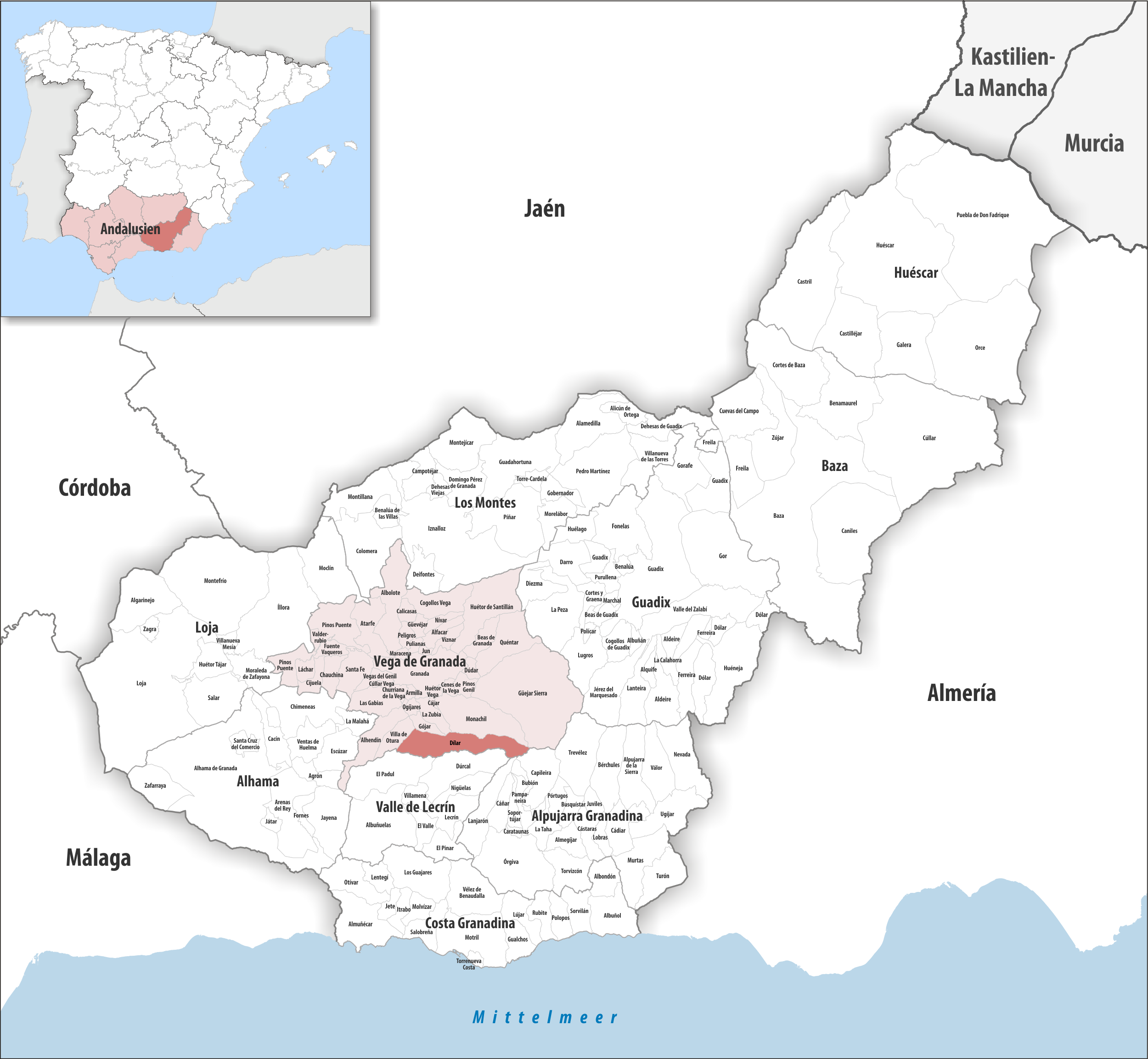
Dílar dans la comarque Plaine de Grenade, province de Grenade / en Andalousie

### Localisation
La commune de Dílar se trouve dans le sud de l'Espagne, à peu près au centre de la partie sud de la province de Grenade, et sur la limite sud de la comarque Plaine de Grenade.
Motril, le port le plus proche, est à 60 km sud ;
Grenade est à 16 km nord ;
Madrid à 433 km nord ;
Gibraltar à 270 km sud-ouest (distances par route).

### Communes voisines
Dílar jouxte Güejar Sierra au nord-est seulement par un quadripoint.

### Généralités
La commune s'étire en longueur dans le sens est-ouest. 
Environ les deux tiers de son territoire côté est font partie du parc national de la Sierra Nevada, sauf pour une surface d'environ 3,5 km de long et une largeur variant entre environ 400 m et 1,5 km, où se trouvent des remonte-pente de la station de ski Sierra Nevada.
Le Dílar (es) prend source dans la sierra Nevada à l'est ; il coule vers l'ouest, arrose le bourg de Dilar avant de sortie de la commune au nord-ouest pour marquer la limite de communes entre Villa de Otura et Gójar.

## Monuments

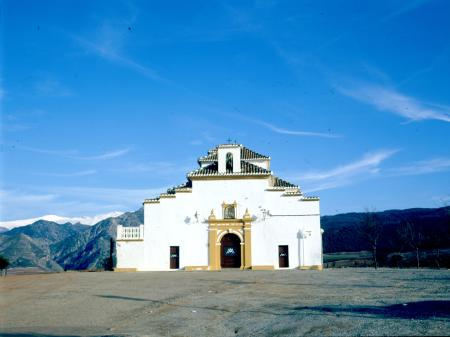
Ermitage de la Vierge des Neiges

- L'église de Notre-Dame de la Conception : XVIIe siècle.
- L'Ermitage de la Vierge des Neiges (1796): patronne de la ville de Dílar
- La Casa del Balcón de Pilatos : XVIIe siècle.
- Le château-palacio de la Marquise de Dílar (XIXe siècle), situé sur le chemin de l'Ermitage.